# Ronald Rombouts
Ronald Rombouts (Zundert, 31 december 1974) is een Nederlands voormalig voetballer. Rombouts speelde onder meer voor Willem II, FC Eindhoven en Lierse SK.
Rombouts stopte als profvoetballer bij Lierse SK en ging later verder bij de amateursclubs Baronie en Moerse Boys.